# Ющенко, Григорий
Григорий Ющенко (род. 1986, Новосибирск) — российский современный художник, работающий в жанре инсталляций, живописи на плакатах и афишах.

## Биография
Родился в 1986 году в Новосибирске. В 2008 году окончил исторический факультет Санкт-Петербургского государственного университета.
В 2005—2006 годах являлся участником творческого объединения «Галерея PARAZIT». В апреле 2006 года вместе с Игорем Межерицким и Александром Вилкиным основал арт-группировку «ПРОТЕЗ». Арт-группировка «ПРОТЕЗ» известна не только живописью, но и своими акциями («Памяти Круга», «Свинцовое молчание») и короткометражными фильмами («Самосуд идёт», «Архитектура воды», «Георгиевская ленточка»). В рамках деятельности этой арт-группировки было проведено более двадцати выставок и акций, поднимавших различные социальные проблемы.
Григорий Ющенко стал финалистом Премии Кандинского 2008 года в номинации «Молодой художник. Проект года» с проектом «Укусы насекомых»; петербургская галерея «Люда», согласно её куратору Петру Белому, после этой выставки потеряла своего единственного спонсора. Участник лонг-листа Премии Кандинского 2007 и 2010 годов в той же номинации.
Участник фестиваля «Живая Пермь» (2009, 2010); Московской биеннале молодого искусства «Стой! Кто идет?» (2008, 2010); Международной выставки «Nordic Art Today» в Санкт-Петербурге (2011) и большого количества других групповых выставок. Лауреат премии им. Бориса Лурье (2013 г.). С 2010 года является идеологом и продюсером музыкального проекта «Альбина Сексова». Живёт и работает в Санкт-Петербурге.

## Медийный резонанс
Многие работы Ющенко носят скандальный характер и вызывают широкий общественный резонанс. Так, уже первая его выставка «Реклама наркотиков», прошедшая в 2008 году в санкт-петербургской галерее «Navicula Artis» и состоявшая из настоящих рекламных плакатов, перерисованных в качестве рекламы психоактивных веществ, была со скандалом закрыта; в скандале приняла личное участие певица Елена Ваенга, чей рекламный плакат был использован художником, а за закрытием выставки последовала проверка Госнаркоконтроля.
Значительное внимание привлёк к себе проект Ющенко «Волшебная психоделическая милиция», представленный в 2010 году в Пермском музее современного искусства и номинировавшийся на Премию Кандинского; согласно экспликации самого Ющенко, этот проект «рассказывает о буднях простых российских милиционеров. Приоткрывается завеса тайны над таинственным бытом этих людей. Мы видим, что милиционеры по сути являются чем-то вроде особенной священной касты. В своих кабинетах они занимаются различного рода магическими и психоделическими практиками, часто непонятными для обычных людей». По мнению искусствоведа Александра Евангели, «Волшебная психоделическая милиция» «балансирует между саркастической сверхидентификацией с абсурдом власти и психоделической утопией в духе Пепперштейна». Однако начальник Управления внутренних дел Пермского края Юрий Горлов счёл проект Ющенко унижающим честь и достоинство российских милиционеров и обратился в связи с этим в прокуратуру, которая, в свою очередь, усмотрела в «Волшебной психоделической милиции» «несанкционированное использование флага РФ»; районный суд, однако, не нашёл в действиях Ющенко состава преступления. Тем не менее, правовед И. В. Понкин в учебном пособии «Проблемы государственной политики в сфере противодействия экстремистской деятельности» приводит работы Ющенко как пример «унижения достоинства социальной группы по признаку профессии», замечая по поводу одной из картин проекта, что она
просто не может не обидеть, не унизить всех тех, кто служит или ранее служил в российской милиции, и тех, чьи родственники и близкие служили и служат в органах милиции, а также всех тех, кто выражает уважение российским правоохранительным органам.

## Проекты и выставки

### Персональные выставки
2008 — «Реклама наркотиков», Санкт-Петербург, галерея «Navicula Artis»
2009 — «Укусы насекомых», Санкт-Петербург, галерея «Люда»
2009 — «Мир криминала» (кураторский проект), Санкт-Петербург, «Рускомплект»
2010 — «Волшебная психоделическая милиция», Пермь, «PERMM»
2011 — «Чесотка черепа», Санкт-Петербург, галерея «D-137»
2012 — «Золотые хиты» (совместно с Игорем Межерицким), Пори, Финляндия, галерея «3h+k»
2012 — «Русские черти». Открытая галерея, Москва
2013 — «Приговор для Продротова». Зверевский центр современного искусства, Москва

### Выставки в составе арт-группировки «ПРОТЕЗ»
2006 — «Еб твою мать, я не знаю кун-фу», Санкт-Петербург, галерея «Борей»
2006 — «Апгрейд рыла», Санкт-Петербург, галерея «Navicula Artis»
2007 — «Жизнь говно», Санкт-Петербург, слесарные мастерские МДТ
2007 — «SEX-приказы Петрова», Санкт-Петербург, галерея «ASA-art»
2009 — «Девять имен России», Москва, Зверевский центр современного искусства
2009 — «Порнохолокост», Москва, галерея М. и Ю. Гельман

### Акции в составе арт-группировки «ПРОТЕЗ»
2006 — «Памяти Круга»
2006 — «Ликвидация таможенного конфиската»
2006 — «Мы пришли пожрать»
2006 — «Подарки для лохов и импотентов»
2006 — «300 задержанных узбеков»
2006 — «Отрезали полтуловища сраные врачи»
2007 — «Продажа голоса»
2007 — «Свинцовое молчание» (кураторская провокация)
2008 — «Охуенно русский»
2009 — «Собака Бакштейна» (квази-лекция)